# يوليوس هيرمان شولتس
يوليوس هيرمان شولتس (1804-1840) (بالإنجليزية: Julius Hermann Schultes)‏ هو عالم نبات نمساوي.